# Mystus canarensis
Mystus canarensis är en fiskart som beskrevs av Grant, 1999. Mystus canarensis ingår i släktet Mystus och familjen Bagridae. Inga underarter finns listade i Catalogue of Life.